# Gyopcseli
Gyopcseli (macedónul: Ѓопчели, törökül Gökçeli) település Észak-Macedóniában, a Délkeleti körzet Dojrani járásában.

## Népesség
| Lakosok száma | 136  | 171  | 87   | 34   | 178  | 254  | 257  | 155  | 116  |
|               | 1948 | 1953 | 1961 | 1971 | 1981 | 1991 | 1994 | 2002 | 2021 |

2002-ben 155 lakosa volt, akik közül 152 török, 1 bosnyák és 2 egyéb nemzetiségű.